# 하워스 투영식
하워스 투영식(Haworth projection)은 일반적인 간단한 3차원 관점에서 단당류의 순환 구조를 나타내는 화학식을 작성하는 방법이다. 유기 화학, 특히 생화학은 하워스투영법을 가장 많이 사용하는 화학 분야이다.
하워스 투영법은 영국의 화학자 노먼 하워스(Norman Haworth)경의 이름을 따서 명명되었다.

## 예
포도당(Glucose) 글루코피라노스(glucopyranose)의 하워스 투영식은 다음과 같다.
|                   |                   |
| α-D-glucofuranose | α-L-glucofuranose |
|                   |                   |
| β-D-glucopyranose | β-L-glucopyranose |

## 같이 보기
- 피셔 투영식